# Chamí
I chamí (o anche emberá-chamí) sono un gruppo etnico della Colombia, con una popolazione stimata di circa 11 000 persone. Questo gruppo etnico è per la maggior parte di fede animista e parla la lingua emberá-chamí (codice ISO 639: CMI).
Vivono nei dipartimenti di Risaralda, Caldas, Antioquia, Valle del Cauca.